# Diamonds and Pearls (альбом Прінса)
Diamonds and Pearls — дванадцятий студійний альбом американського співака та композитора Прінса, випущений 1 жовтня 1991 року на лейблі Warner Bros. Records та Paisley Park Records. Це перший альбом, на якому з'явився новий гурт Прінса, «The New Power Generation». Хітами альбому стали однойменна пісня, "Gett Off", "Cream", "Money Don't Matter 2 Night" та "Insatiable".Танцівниці Лорі Вернер та Робіа Ламорте (їх назвали Діамантом та Перлиною) з'явились на обкладинці альбому. Також вони знімалися в музичних кліпах до пісень "Cream", "Strollin'", "Gett Off" та однойменної.
Одною з перших для альбому була створена пісня "Live 4 Love".

## Список композицій
Автор слів Прінс, автор музики Прінс та The New Power Generation. 
| #   | Назва                        | Автор                                  | Тривалість |
| --- | ---------------------------- | -------------------------------------- | ---------- |
| 1.  | «Thunder»                    |                                        | 5:45       |
| 2.  | «Daddy Pop»                  |                                        | 5:17       |
| 3.  | «Diamonds and Pearls»        |                                        | 4:45       |
| 4.  | «Cream»                      |                                        | 4:13       |
| 5.  | «Strollin'»                  |                                        | 3:47       |
| 6.  | «Willing and Able»           | Прінс, Леві Сісер молодший, Тоні Мослі | 5:00       |
| 7.  | «Gett Off»                   |                                        | 4:31       |
| 8.  | «Walk Don't Walk»            |                                        | 3:07       |
| 9.  | «Jughead»                    | Прінс, Тоні Мослі, Кірк Джонсон        | 4:57       |
| 10. | «Money Don't Matter 2 Night» | Прінс, Розі Гейнс                      | 4:46       |
| 11. | «Push»                       | Прінс, Розі Гейнс                      | 5:53       |
| 12. | «Insatiable»                 |                                        | 6:39       |
| 13. | «Live 4 Love»                | Прінс, Тоні Мослі                      | 6:59       |